# André Wynen
André Joseph Fernand Polydore Wynen (8 décembre 1923 - 10 juin 2007) est un médecin et résistant belge,.

## Seconde Guerre mondiale
Le 10 mai 1940, à la suite de l'invasion de la Belgique par l'armée allemande du Troisième Reich, et voulant tenir la jeunesse à l'abri et en réserve, le gouvernement belge donne l'ordre aux hommes de 16 à 35 ans, par voie d'affiche et par la radio nationale INR, de rejoindre par leurs propres moyens les CRAB (Centres de recrutement de l'Armée belge) installés à l'est de la Belgique, puis dans le Midi de la France. André Wynen part avec son frère pour les rejoindre .
En 1942, il doit interrompre ses études universitaires à peine entamées. Il refuse de se soumettre au service du travail obligatoire et entre dans la clandestinité puis, en 1943, rejoint la résistance. Il devient rapidement chef de la 11e compagnie des Partisans Armés proches des communistes, se fait arrêter en service commandé le 1er avril 1944 à Bruxelles et subit les durs interrogatoires à la Gestapo de l'avenue Louise avant de rejoindre successivement la prison de Saint-Gilles, le camp nazi de Breendonk et le camp de concentration de Buchenwald. Il ne doit son salut qu'à la destruction de son dossier lors du bombardement de Buchenwald du 24 août 1944. Il travaille à l'infirmerie (Revier,) jusqu'à la libération du camp le 11 avril 1945  avec l'arrivée de soldats américains du 20e corps de la 3e Armée du général George Patton.

## Après la Seconde Guerre mondiale
Il lui faut deux ans de soins dans un sanatorium en Suisse (Leysin) pour se refaire une santé avant de pouvoir reprendre ses études de médecine.
André Wynen a été fondateur (1963) et président de l'association des chambres syndicales des médecins (ABSyM/BVAS). Il était le chef de la grève des médecins de 1964,,,,.
En 2006, il devient Grand Officier de l'Ordre de Léopold.
André Wynen meurt le 10 juin 2007 à la suite d'un grave accident de la route dont il a été victime quelques jours auparavant.